# Tuinwaaierstaart
De tuinwaaierstaart (Rhipidura leucophrys) is een zangvogel uit de familie Rhipiduridae (waaierstaarten).

## Kenmerken
De tuinwaaierstaart is 19 tot 21,5 cm lang. Het is een van de meest wijdverbreide en geliefde vogels in Australië (Willie Wagtail). De vogel is glanzend zwart van boven, met een zwarte staart. De keel is ook zwart, daaronder een helderwitte borst en buik. De vogel heeft een smalle witte wenkbrauwstreep en een eveneens smalle baardstreep.

## Verspreiding en leefgebied
De vogel komt voor in Australië, Nieuw-Guinea en nabijgelegen eilanden en telt drie ondersoorten:
- R. l. melaleuca: Molukken, Nieuw-Guinea, Bismarck-archipel, Salomonseilanden en de Straat Torreseilanden (tussen Australië en Nieuw-Guinea).
- R. l. picata: in het noorden van Australië.
- R. l. leucophrys: Australië behalve het noorden.

De tuinwaaierstaart is een typische cultuurvolger. De vogel mijdt dichte bossen zoals regenwoud en leeft in half open landschappen met afwisselend laag gras en bomen waaronder ook golfbanen, boomgaarden, tuinen en parken. De vogel heeft de gewoonte in maanverlichte nachten te zingen.

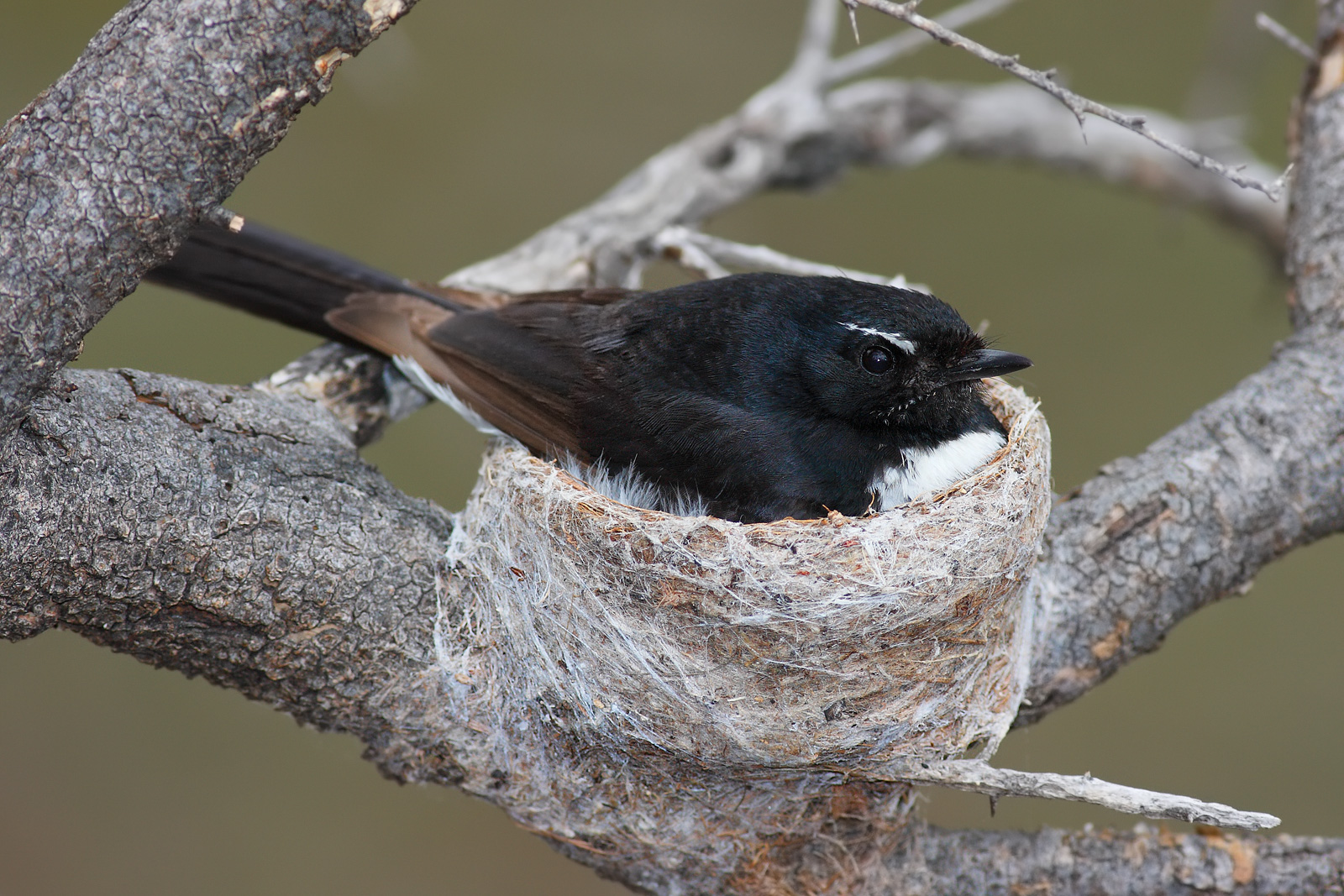
Nest met broedende tuinwaaierstaart

## Status
De tuinwaaierstaart heeft een enorm groot verspreidingsgebied en daardoor alleen al is de kans op de status kwetsbaar (voor uitsterven) uiterst gering. De grootte van de populatie is niet gekwantificeerd. Omdat het een cultuurvolger is, gaat de vogel vooruit in aantal daar waar bosrijke, "woeste gronden" worden omgezet in gebied voor landbouw of verstedelijking. Om deze redenen staat deze waaierstaart als niet bedreigd op de Rode Lijst van de IUCN.